# Sésie apiforme
Sesia apiformis
Pour les articles homonymes, voir Frelon (homonymie).
Espèce
La Sésie apiforme ou Sésie du peuplier (Sesia apiformis) est une espèce de lépidoptères (papillons) de la famille des Sesiidae, originaire d'Europe.

## Systématique
L'espèce Sesia apiformis a été décrite par le naturaliste suédois Carl Alexander Clerck en 1759, sous le nom initial de Sphinx apiformis. Elle est l'espèce type pour le genre Sesia.
Synonymes : 
- Sphinx apiformis Clerck, 1759
- Trochilium apiformis (Clerck, 1759)
- Sphecia apiformis (Clerck, 1759)

## Noms vernaculaires
Sesia apiformis est connue en français sous plusieurs noms vernaculaires : la Sésie apiforme, la Sésie du peuplier, la Grande sésie du peuplier, la Sésie frelon, le Papillon frelon.

## Description
Comme tous les papillons de cette famille, la Sésie du peuplier ressemble bien plus par son aspect et par son vol à un hyménoptère qu'à un lépidoptère. Les ailes, dépourvues d'écailles, sont transparentes et de forme étroite et allongée. La tête, jaune, est suivie d'un mince collier noir, et le thorax présente deux taches jaunes.

L'espèce proche Sesia bembeciformis, Hübner, 1806 (ou Sphecia bembeciformis, Hübner, 1806), la Sésie bembex, a une tête noire suivie d'un collier jaune clair.

## Distribution
- Europe, Asie mineure, Caucase, Est de l'Amérique du Nord.

Sesia apiformis vit dans presque toute l'Europe, (le papillon en mai - juin), surtout dans les régions chaudes, mais on le rencontre en Suède et jusqu'à 2 000 m dans les Alpes.

## Biologie
La femelle pond ses œufs en vol au pied des peupliers, des trembles, parfois des saules. Les jeunes chenilles s'enfouissent dans le sol et pénètrent dans les racines des arbres nourriciers, s'insinuent juste sous l'écorce et remontent le long des troncs. Elles peuvent devenir des parasites dangereux en cas de pullulation.